# 2005 (numero)
Duemilacinque (2005) è il numero naturale dopo il 2004 e prima del 2006.

## Proprietà matematiche
- È un numero dispari.
- È un numero composto da 4 divisori: 1, 5, 401, 2005. Poiché la somma dei suoi divisori (escluso il numero stesso) è 407 < 2005, è un numero difettivo.
- È un numero semiprimo.
- È un numero nontotiente in quanto dispari e diverso da 1.
- È un numero congruente.
- È un numero intero privo di quadrati.
- È un numero malvagio.
- È parte della terne pitagoriche (200, 1995, 2005), (1037, 1716, 2005), (1203, 1604, 2005), (1357, 1476, 2005), (2005, 4812, 5213), (2005, 80388, 80413), (2005, 402000, 402005), (2005, 2010012, 2010013).

## Astronomia
- 2005 Hencke è un asteroide della fascia principale del sistema solare.

## Astronautica
- Cosmos 2005 è un satellite artificiale russo.